# Partido Trabalhista Australiano
O Partido Trabalhista Australiano (em inglês: Australian Labor Party, ALP ou Labor), é o principal partido político de centro-esquerda da Austrália e um dos dois principais partidos da política australiana, junto com seu rival, o Partido Liberal da Austrália. O partido governa federalmente desde que foi eleito nas eleições de 2022 e, com ramos políticos em cada estado e território, atualmente governa em Nova Gales do Sul, Queensland, Austrália Meridional, Vitória, Austrália Ocidental, Território da Capital Australiana e Território do Norte. É o partido político contínuo mais antigo da Austrália, sendo estabelecido em 8 de maio de 1901 na Casa do Parlamento, em Melbourne, o local de reunião do primeiro Parlamento federal.
O ALP não foi fundado como um partido federal até depois da primeira sessão do parlamento australiano em 1901. É considerado descendente de partidos trabalhistas fundados nas várias colônias australianas pelo movimento trabalhista emergente na Austrália, formalmente iniciado em 1891. Partidos trabalhistas coloniais disputaram assentos em 1891 e assentos federais após a Federação nas eleições federais de 1901. O ALP formou o primeiro governo trabalhista do mundo e o primeiro governo social-democrata do mundo em nível nacional. Nas eleições federais de 1910, o ALP foi o primeiro partido na Austrália a obter a maioria em qualquer uma das casas do parlamento do país. Em todas as eleições desde 1910, os trabalhistas serviram como partido do governo ou como oposição. Houve 13 primeiros-ministros trabalhistas e 10 períodos de governos trabalhistas federais.
Nos níveis federal e estadual/colônia, o ALP é anterior ao Partido Trabalhista do Reino Unido e ao Partido Trabalhista da Nova Zelândia na formação partidária, governo e implementação de políticas. Internacionalmente, o ALP é membro da Aliança Progressista, tendo sido anteriormente membro da Internacional Socialista de 1966 a 2014.

## Ideologia e facções
A constituição do Partido Trabalhista Australiano há muito declara: "O Partido Trabalhista Australiano é um partido socialista democrático e tem como objetivo a socialização democrática da indústria, produção, distribuição e troca, na medida necessária para eliminar a exploração e outras características antissociais nesses campos". Este "objetivo socialista" foi introduzido em 1921, mas posteriormente foram introduzidos outros dois objetivos: "manutenção e apoio a um setor privado não monopolista competitivo" e "o direito de possuir propriedade privada". Os governos trabalhistas não tentaram a "socialização democrática" de nenhuma indústria desde a década de 1940, quando o governo de Ben Chifley falhou em nacionalizar os bancos privados e acabou privatizando várias indústrias, como aviação e bancos. A atual Plataforma Nacional do partido o descreve como "um partido social-democrata moderno". Observadores também o descreveram como social-democrata.

### Facções
O Partido Trabalhista sempre teve uma ala de esquerda e uma de direita, mas desde a década de 1970 está organizado em facções formais, às quais os membros do partido podem pertencer e muitas vezes pagam uma taxa de filiação adicional. As duas maiores facções são a Esquerda Trabalhista e a Direita Trabalhista, lideradas por Anthony Albanese e Bill Shorten, respectivamente. A Esquerda Trabalhista é a favor de mais intervenção estatal na economia, geralmente é cética quanto a uma aliança com os EUA e frequentemente é mais progressista em questões sociais, enquanto a Direita Trabalhista geralmente apoia as políticas de mercado livre e a aliança com os EUA, além de tender a ser conservadora em algumas questões sociais. As próprias facções nacionais são divididas em "subfacções" locais de cada estado, como a Unidade de Centro em Nova Gales do Sul e o Fórum Trabalhista em Queensland. Essas facções tendem a ter posições sociais-liberais e sociais-democratas.

## Resultados Eleitorais

### Eleições legislativas
| Data | Cl. | Votos     | %             | +/-  | Deputados | +/- | Status   |
| ---- | --- | --------- | ------------- | ---- | --------- | --- | -------- |
| 1901 | 3.º | 79 736    | 15,8 / 100,0  |      | 14 / 75   |     | Oposição |
| 1903 | 2.º | 223 163   | 31,0 / 100,0  | 15,2 | 22 / 75   | 8   | Oposição |
| 1906 | 2.º | 348 711   | 36,6 / 100,0  | 5,6  | 26 / 75   | 3   | Oposição |
| 1910 | 1.º | 660 864   | 50,0 / 100,0  | 13,4 | 42 / 75   | 16  | Governo  |
| 1913 | 2.º | 921 099   | 48,5 / 100,0  | 1,5  | 37 / 75   | 5   | Oposição |
| 1914 | 1.º | 858 451   | 51,0 / 100,0  | 2,5  | 42 / 75   | 5   | Governo  |
| 1917 | 2.º | 827 541   | 43,9 / 100,0  | 7,1  | 22 / 75   | 20  | Oposição |
| 1919 | 2.º | 811 244   | 43,0 / 100,0  | 0,9  | 26 / 75   | 4   | Oposição |
| 1922 | 1.º | 665 145   | 42,3 / 100,0  | 0,7  | 29 / 75   | 3   | Oposição |
| 1925 | 1.º | 1 313 627 | 45,0 / 100,0  | 2,7  | 23 / 75   | 6   | Oposição |
| 1928 | 1.º | 1 158 505 | 44,6 / 100,0  | 0,4  | 31 / 75   | 8   | Oposição |
| 1929 | 1.º | 1 406 327 | 48,8 / 100,0  | 4,2  | 46 / 75   | 15  | Governo  |
| 1931 | 2.º | 859 513   | 27,1 / 100,0  | 21,7 | 14 / 75   | 32  | Oposição |
| 1934 | 2.º | 952 251   | 26,8 / 100,0  | 0,3  | 18 / 74   | 4   | Oposição |
| 1937 | 1.º | 1 555 737 | 43,2 / 100,0  | 16,4 | 29 / 74   | 11  | Oposição |
| 1940 | 1.º | 1 556 941 | 40,2 / 100,0  | 3,0  | 32 / 74   | 3   | Oposição |
| 1943 | 1.º | 2 058 578 | 49,9 / 100,0  | 9,7  | 49 / 74   | 17  | Governo  |
| 1946 | 1.º | 2 159 953 | 49,7 / 100,0  | 0,2  | 43 / 76   | 6   | Governo  |
| 1949 | 1.º | 2 117 088 | 46,0 / 100,0  | 3,7  | 47 / 121  | 4   | Oposição |
| 1951 | 1.º | 2 174 840 | 47,6 / 100,0  | 1,6  | 52 / 121  | 5   | Oposição |
| 1954 | 1.º | 2 280 098 | 50,0 / 100,0  | 2,4  | 57 / 121  | 5   | Oposição |
| 1955 | 1.º | 1 961 829 | 44,6 / 100,0  | 5,4  | 47 / 122  | 10  | Oposição |
| 1958 | 1.º | 2 137 890 | 42,8 / 100,0  | 1,8  | 45 / 122  | 2   | Oposição |
| 1961 | 1.º | 2 512 929 | 47,9 / 100,0  | 5,1  | 60 / 122  | 15  | Oposição |
| 1963 | 1.º | 2 489 184 | 45,5 / 100,0  | 2,4  | 50 / 122  | 10  | Oposição |
| 1966 | 2.º | 2 282 834 | 40,0 / 100,0  | 5,5  | 41 / 124  | 9   | Oposição |
| 1969 | 1.º | 2 870 792 | 47,0 / 100,0  | 7,0  | 59 / 125  | 18  | Oposição |
| 1972 | 1.º | 3 273 549 | 49,6 / 100,0  | 2,6  | 67 / 125  | 8   | Governo  |
| 1974 | 1.º | 3 644 110 | 49,3 / 100,0  | 0,3  | 66 / 125  | 1   | Governo  |
| 1975 | 1.º | 3 313 004 | 42,8 / 100,0  | 6,5  | 36 / 127  | 30  | Oposição |
| 1977 | 1.º | 3 141 051 | 39,7 / 100,0  | 3,1  | 38 / 124  | 2   | Oposição |
| 1980 | 1.º | 3 749 565 | 45,2 / 100,0  | 5,5  | 51 / 125  | 13  | Oposição |
| 1983 | 1.º | 4 297 392 | 49,5 / 100,0  | 4,3  | 75 / 125  | 24  | Governo  |
| 1984 | 1.º | 4 120 130 | 47,6 / 100,0  | 1,9  | 82 / 148  | 7   | Governo  |
| 1987 | 1.º | 4 222 431 | 45,8 / 100,0  | 1,8  | 86 / 148  | 4   | Governo  |
| 1990 | 1.º | 3 904 138 | 39,4 / 100,0  | 6,4  | 78 / 148  | 8   | Governo  |
| 1993 | 1.º | 4 751 390 | 44,9 / 100,0  | 5,5  | 80 / 147  | 2   | Governo  |
| 1996 | 1.º | 4 217 765 | 38,8 / 100,0  | 6,1  | 49 / 148  | 31  | Oposição |
| 1998 | 1.º | 4 454 306 | 40,1 / 100,0  | 1,3  | 67 / 148  | 18  | Oposição |
| 2001 | 1.º | 4 341 420 | 37,8 / 100,0  | 2,3  | 65 / 150  | 2   | Oposição |
| 2004 | 2.º | 4 408 820 | 37,6 / 100,0  | 0,2  | 60 / 150  | 5   | Oposição |
| 2007 | 1.º | 5 388 184 | 43,4 / 100,0  | 5,8  | 83 / 150  | 23  | Governo  |
| 2010 | 1.º | 4 711 363 | 38,0 / 100,0  | 5,4  | 72 / 150  | 11  | Governo  |
| 2013 | 2.º | 4 311 365 | 33,4 / 100,0  | 4,6  | 55 / 150  | 17  | Oposição |
| 2016 | 2.º | 4 702 296 | 34,7 / 100,0  | 1,8  | 69 / 150  | 14  | Oposição |
| 2019 | 2.º | 4 752 631 | 33,34 / 100,0 | 1,17 | 68 / 151  | 1   | Oposição |
| 2022 | 1.º | 4 776 030 | 32,58 / 100,0 |      | 77 / 151  | 9   | Governo  |

## Primeiros-ministros
Primeiros-ministros filiados ao Partido Trabalhista Australiano e seu período no governo:
- Chris Watson, 1904.
- Andrew Fisher, 1908-1909, 1910-1913 e 1914-1915.
- Billy Hughes, 1915
- James Scullin, 1929-1932.
- John Curtin, 1941-1945.
- Frank Forde, 1945.
- Ben Chifley, 1945-1949
- Gough Whitlam, 1972-1975.
- Bob Hawke, 1983-1991.
- Paul Keating, 1991-1996.
- Kevin Rudd, 2007-2010.
- Julia Gillard, 2010-2013.
- Kevin Rudd, 2013.
- Anthony Albanese, 2022-Presente.